# Ghatophryne
A  Ghatophryne a kétéltűek (Amphibia) osztályába, a békák (Anura) rendjébe és a varangyfélék (Bufonidae) családjába tartozó nem.

## Előfordulásuk
A nem fajai India déli területein honosak.

## Rendszerezés
A nembe az alábbi 2 faj tartozik:
- Ghatophryne ornata (Günther, 1876)
- Ghatophryne rubigina (Pillai & Pattabiraman, 1981)